# Hayesiana
Hayesiana este un gen de molii din familia Sphingidae. 

## Specii
- Hayesiana farintaenia Zhu & Wang, 1997
- Hayesiana triopus (Westwood, 1847)